# Чианг Хай Динг
Чиа́нг Хай Динг, англ. Chiang Hai Ding (род. 1938 год, Малайзия) — сингапурский дипломат, посол в СССР (1986—1989).

## Биография
Родился в 1938 году в г. Муар (султанат Джохор).
С 1955 года учился в Сингапурском университете, затем в Австралийском национальном университете. В 1963 году вернулся в Сингапур, учился на историческом факультете университета.
Доктор философских наук.
Был преподавателем истории в Национальном университете Сингапура (1963-1971), там же стал доктором философских наук.
В 1973–1978 годах — менеджер в Citibank.
С 1971 года на дипломатической службе:
- 1971–1973 годы — посол в Малайзии;
- 1978–1982 годы — посол в ФРГ;
- 1982–1986 годы — посол в Бельгии, Нидерландах, Люксембурге, Евросоюзе и Ватикане по совместительству;
- 1986—1989 годы — посол в СССР, а также Польше, Венгрии, Болгарии, Румынии и Финляндии по совместительству;
- 1990—1994 годы — посол в Египте, Югославии, Кипре, Пакистане и Иордании по совместительству;

В 1994 году — старший научный сотрудник в Институте исследований Юго-Восточной Азии (ISEAS).
В 1995—2002 годах — советник по экономическим вопросам председателя и главного исполнительного директора Neptune Orient Lines (NOL Group).
В 2001 году защитил диплом по геронтологии в Simon Fraser University и стал исполнительным директором консультационного центра SAGE (Singapore Action Group of Elders) (до 2006 года).
Депутат парламента в 1970—1984 годах.
Член партии Народное действие. Известный сингапурский историк. Автор автобиографического эссе